# Даллазавр Турнера
Даллазавр Турнера (Dallasaurus turneri) — єдиний вид роду Даллазавр вимерлих плазунів підродини Мозазаврові родини Мозазаври. Отримав назву на честь дослідника Ван Турнера. Мешкав 92 млн. років тому.

## Опис
Загальна довжина досягала 1,5 м. Череп мав лобову, тім'яну кістки. Морда була витягнута та округла. Задні зуби верхньої щелепи сильно загнуті ззаду. Тулуб був витягнутий. Хвіст трохи менше за тулуб з лопатоподібним плавником.

## Спосіб життя
Полюбляв перебувати на середній глибині, гарно плавав. Живився переважно рибою та молюсками.
Стосовно розмноження немає натепер достовірних відомостей.

## Розповсюдження
Знайдено поблизу м. Даллас, США (звідси походить його назва).